# Matt Shively

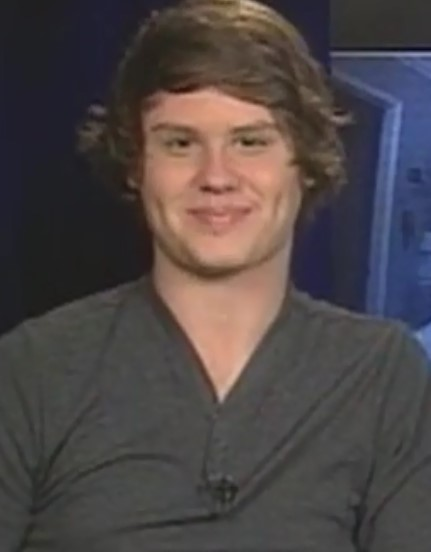
Matt Shively 2012

Matthew James Shively, Jr. (* 15. September 1990 in Hanford, Kalifornien) ist ein US-amerikanischer Schauspieler.

## Leben
Er ist bekannt aus der Nickelodeon-Serie True Jackson, worin er die männliche Hauptrolle des Ryan spielt. Die Rolle erhielt er im zweiten Anlauf, nachdem er zuvor bereits eine Absage erhalten hatte.

## Filmografie (Auswahl)

### Filme
- 2007: The Tomb
- 2012: Barrio Tales
- 2012: Paranormal Activity 4
- 2013: Zombies: An Undead Road Movie
- 2013: Feels So Good
- 2014: Albert aus Versehen (How to Build a Better Boy, Fernsehfilm)
- 2014: Expelled
- 2015: Bucky and the Squirrels
- 2016: Summer of 8
- 2017: Power Rangers
- 2017: Blue & Green (Fernsehfilm)
- 2017: Spook
- 2017: Spaced Out (Fernsehfilm)
- 2018: Vater des Jahres (Father of the Year)
- 2018: 25 (Fernsehfilm)
- 2019: The Wedding Year
- 2021: Mark, Mary & Some Other People
- 2021: Work Wife (Fernsehfilm)

### Serien
- 2008–2011: True Jackson (True Jackson, VP, Fernsehserie, 58 Folgen)
- 2011: Troop – Die Monsterjäger (The Troop, Fernsehserie, 7 Folgen)
- 2012: Last Man Standing (Fernsehserie, Folge 1x13)
- 2013: Teen Wolf (Fernsehserie, Folge 3x20)
- 2014: CSI: Vegas (Fernsehserie, 2 Folgen)
- 2014–2015: Jessie (Fernsehserie, 3 Folgen)
- 2015: Resident Advisors (Fernsehserie, 2 Folgen)
- 2016–2017: The Real O’Neals (Fernsehserie, 29 Folgen)
- 2018–2019: Santa Clarita Diet (Fernsehserie, 4 Folgen)
- 2019: Grand Hotel (Fernsehserie, 4 Folgen)
- 2019: The Purge – Die Säuberung (Fernsehserie, 5 Folgen)
- 2019–2021: American Housewife (Fernsehserie, 9 Folgen)
- 2021: Total Badass Wrestling
- 2022: Players (Fernsehserie, 8 Folgen)
- 2022–2024: Lopez vs. Lopez (Fernsehserie, 32 Folgen)

## Synchronrollen

### Filme
- 2007: Winx Club – Das Geheimnis des verlorenen Königreiches (Winx Club – The Secret of the Lost Kingdom) … als Prinz Sky
- 2010: Winx Club – Das magische Abenteuer (Winx Club – Magical Adventure) … als Prinz Sky

### Serien
- 2011–2015: Winx Club … als Prinz Sky (Fernsehserie, ab Staffel 3, 109 Folgen)